# 노지베섬

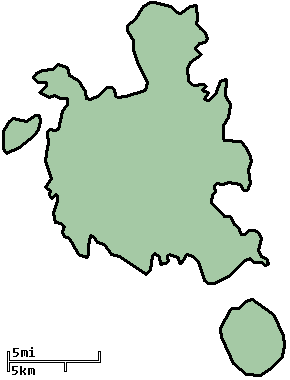
노지베의 약도

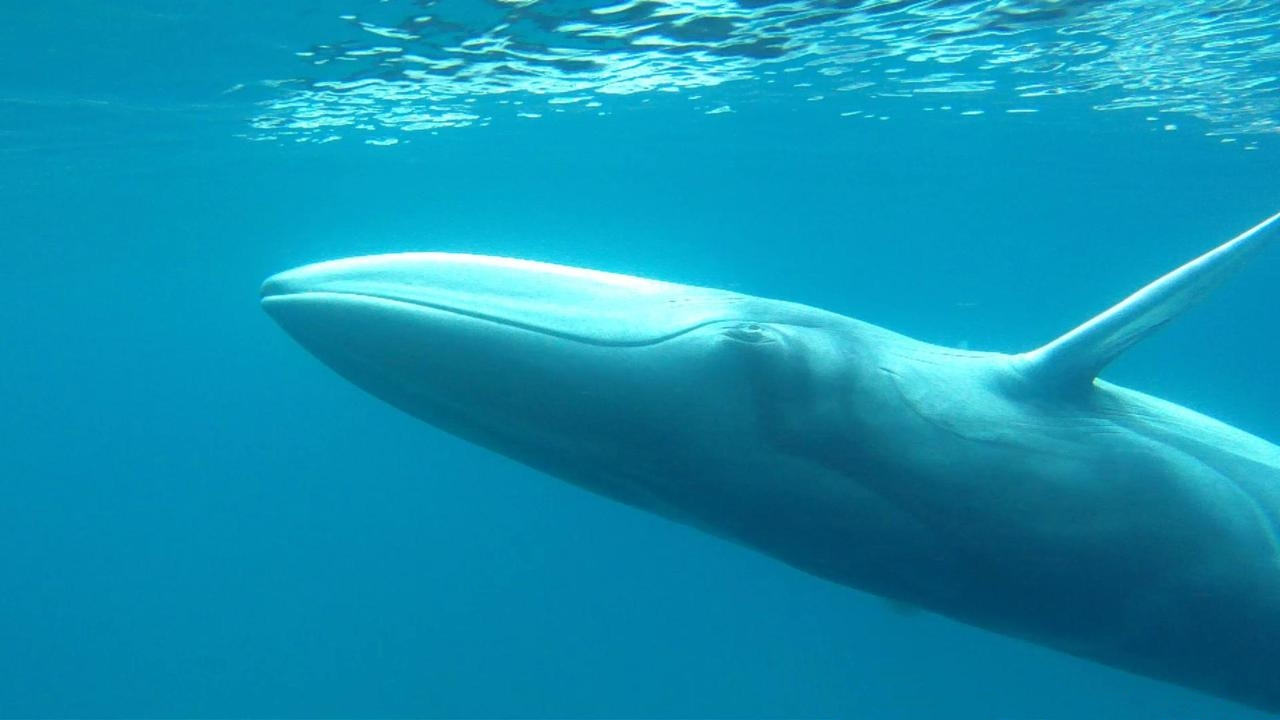
오무라고래, 마다가스카르 북서쪽 해역

노지베섬(Nosy Be)은 마다가스카르 북부에 위치한 섬이자 도시이다. 면적은 312km2이며, 2018년 기준 인구는 109,465명이다. 행정 구역상으로는 안치라나나 주에 속한다. 마다가스카르의 최대 리조트지로 알려져 있으며, 프랑스를 비롯한 유럽에서 많은 관광객이 유입된다. 

## 역사
노지베란 마다가스카르 지역의 말로 ‘큰 섬’(big island)을 의미한다. 17세기 초기 식민지 시대에는 노시 마니트라로 ‘향기나는 섬’으로 불리기도 했다. 이 섬에 처음 정착한 이들은 사칼라바족이었다. 뒤이어서 안탄카라나족 등이 소수 이주해 왔다. 노지베 섬이 마다가스카르의 역사에 처음 등장하는 것은 1824년이다.

## 지리와 산업
노지베섬은 마다가스카르 섬에서 8km 해협으로 분리되어 있다. 모잠비크 해협에 위치해 있으며, 섬 주위로 휴양지로 쓰이는 섬들이 있다. 주요 산업은 관광이며, 다이빙 및 자연 보호구역에서 휴양하기 위한 관광객들이 많이 방문하고 있다. 섬에는 리조트 호텔이 산재해 있다.
이 섬은 열대 기후인데, 12월에서 2월까지 3개월 동안의 여름만 약간 습윤한 기후이다. 최고봉은 로코베 산으로, 해발고도 450m이다. 화산섬이며, 섬에는 11개의 칼데라 호수가 있다. 그러나 역사상 화산 활동이 기록되지 않은 사화산이다. 섬에는 세계에서 가장 작은 개구리나 카멜레온 등이 서식하고 있다. 마다가스카르에 다섯 개 있는 보호구역의 하나로, 로코베 자연 보호 구역이 있다.

## 기후
| Nosy Be의 기후           | Nosy Be의 기후 | Nosy Be의 기후 | Nosy Be의 기후 | Nosy Be의 기후 | Nosy Be의 기후 | Nosy Be의 기후 | Nosy Be의 기후 | Nosy Be의 기후 | Nosy Be의 기후 | Nosy Be의 기후 | Nosy Be의 기후 | Nosy Be의 기후 | Nosy Be의 기후  |
| 월                       | 1월            | 2월            | 3월            | 4월            | 5월            | 6월            | 7월            | 8월            | 9월            | 10월           | 11월           | 12월           | 연간            |
| ------------------------ | -------------- | -------------- | -------------- | -------------- | -------------- | -------------- | -------------- | -------------- | -------------- | -------------- | -------------- | -------------- | --------------- |
| 일평균 최고 기온 °C (°F) | 31.1 (88.0)    | 31.1 (88.0)    | 31.8 (89.2)    | 32.0 (89.6)    | 31.2 (88.2)    | 30.0 (86.0)    | 29.6 (85.3)    | 29.9 (85.8)    | 31.0 (87.8)    | 32.0 (89.6)    | 32.0 (89.6)    | 31.5 (88.7)    | 31.1 (88.0)     |
| 일일 평균 기온 °C (°F)   | 26.2 (79.2)    | 26.3 (79.3)    | 27.6 (81.7)    | 26.5 (79.7)    | 25.2 (77.4)    | 23.1 (73.6)    | 22.3 (72.1)    | 23.3 (73.9)    | 24.4 (75.9)    | 25.7 (78.3)    | 26.4 (79.5)    | 26.5 (79.7)    | 25.3 (77.5)     |
| 일평균 최저 기온 °C (°F) | 22.6 (72.7)    | 22.8 (73.0)    | 22.8 (73.0)    | 22.4 (72.3)    | 20.9 (69.6)    | 19.0 (66.2)    | 18.0 (64.4)    | 17.8 (64.0)    | 19.1 (66.4)    | 20.8 (69.4)    | 22.0 (71.6)    | 22.5 (72.5)    | 20.9 (69.6)     |
| 평균 강우량 mm (인치)    | 518.5 (20.41)  | 435.9 (17.16)  | 294.7 (11.60)  | 156.5 (6.16)   | 61.1 (2.41)    | 44.3 (1.74)    | 37.4 (1.47)    | 36.2 (1.43)    | 39.3 (1.55)    | 84.6 (3.33)    | 148.1 (5.83)   | 371.6 (14.63)  | 2,228.2 (87.72) |
| 평균 강수일수 (≥ 1.0 mm) | 21             | 20             | 18             | 12             | 6              | 6              | 5              | 5              | 6              | 7              | 13             | 18             | 137             |
| 평균 월간 일조시간       | 187.0          | 171.2          | 224.0          | 245.0          | 271.3          | 248.9          | 263.7          | 284.9          | 277.6          | 281.1          | 249.1          | 219.7          | 2,923.5         |
| 출처: NOAA               |                |                |                |                |                |                |                |                |                |                |                |                |                 |